# 플라메르팅어

플라메르팅어(Vlamertinge)는 벨기에의 베스트플란데런 주의 한 마을이며 이퍼르 시의 자치구이다. 플라메르팅어의 마을 중심부는 Ypres의 도심 외곽에 있으며, 주요 도로 N38을 따라 Poperinge 인근 마을에 있다.
Ypres 자체의 도심 외에도 플라메르팅어는 Ypres에서 가장 큰 자치구이다. 플라메르팅어의 서쪽에, Poperinge에 도로에 따라서, Brandhek의 작은 마을이다.

## 역사
플라메르팅어에 관한 가장 초기의 데이터는 중세 시대의 데이터이다. 857년 플라메르팅어에 예배당이 세워졌다. 970년에 유프라테스는 파괴되었고 블 메리 끼의 예배당은 불타 버렸다. Flambertenges라는 이름이 들어있는 가장 오래된 문서는 1066년의 증서이다. 이 행위에서 플란더스 (Flanders), 그의 아델라 (Adela)와 그의 아들 보두인 (Baudouin)의 수를 기록한 바 우두 인 반 릴 (Baudouin van Lille)은 교회와 물품 릴에서 신트 피터스 (Sint-Pieters)에게서. 이 상품들은 다른 것들 중에서도 Elverdinge에 위치한 10분의 1과 플라메르팅어에 위치한 10분의 1이었다. - "In territorio Furnensi, in villa Elverzenges, decinam unam ; Flambertenges decinam similiter unam ".
Ancien Régime에서 플라메르팅어는 22세의 Veurne-Ambacht의 영광이었고 근처에 있는 Ypres의 포위 공격으로 많은 고통을 겪었다.

## 지리학
플라메르팅어는 해발 17미터이다. 자치제는 또한 동쪽에 있는 Ypres, 남동에 Voormezele, 남쪽에 Kemmel 및 Dikkebus, 남서쪽의 Reningelst, 서쪽의 Poperinge, 북쪽의 Elverdinge 및 북동부의 Brielen에 접해 있다.

## 인구 통계 학적 개발

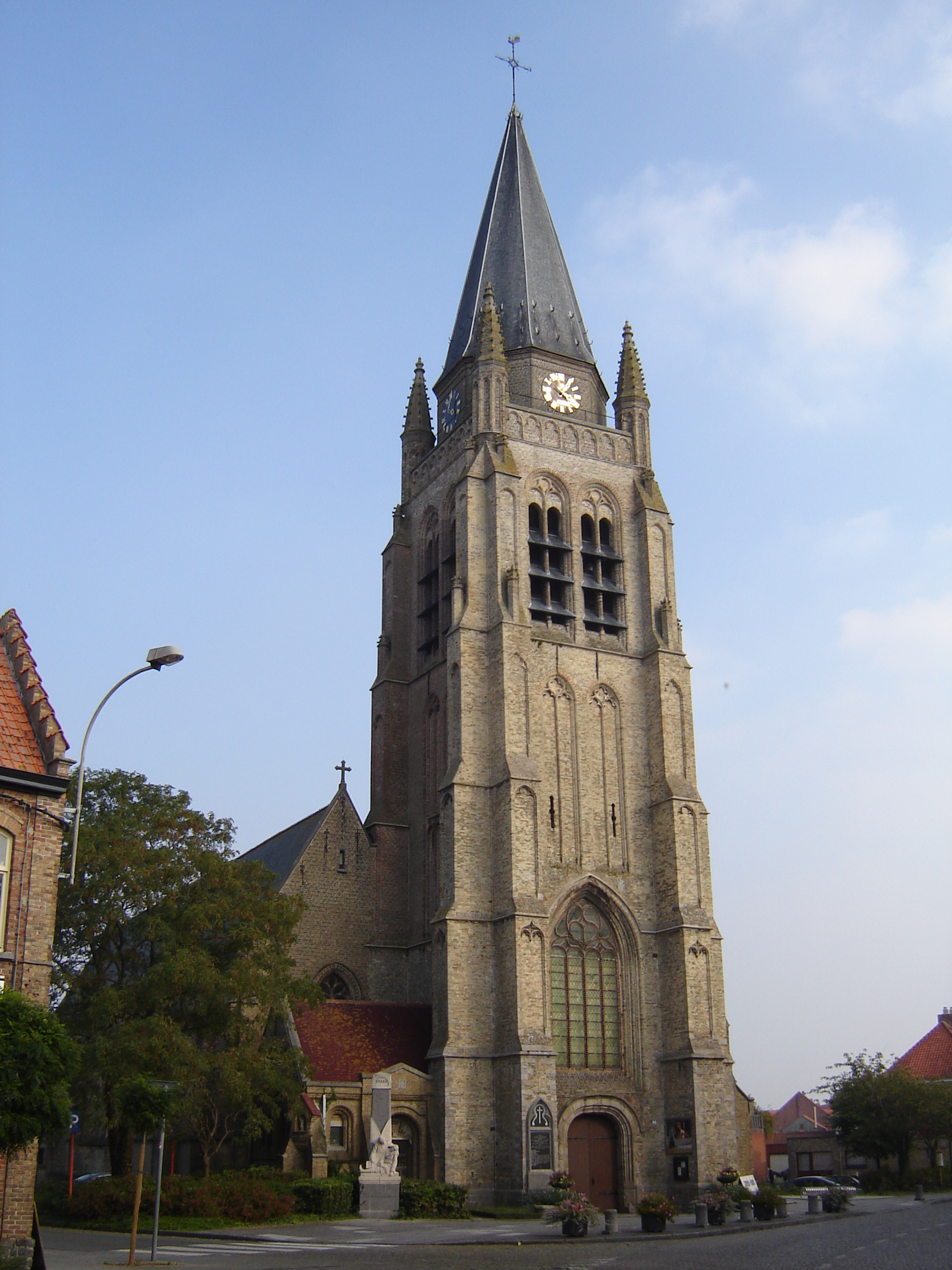

1487년부터 1697년까지 우리는 블로 메팅 족의 인구가 크게 감소한 것을 볼 수 있다. 이것에 대한 가장 그럴듯한 설명은 네덜란드에서의 80년 전쟁이었을 것이다. 1차 세계 대전 중에 우리는 인구가 다시 재발하는 것을 본다. 이것은 그 당시 정면 마을이었던 근처의 이프레스 (Ypres)가 심하게 폭격을 당했고 또한 블메리팅게 (Vlamertinge)도이 폭격으로 인해 많은 고통을 겪었기 때문이다.

## 광경
- - 성 베다 스투스 교회
  - 네오 플랑드르 르네상스 스타일의 1922년 플라메르팅어의 전 타운 홀
  - 플라메르팅어 또는 Castle du Parc 성은 1857-1858년 Pierc-Gustave du Parc의 자서전에 의해 세워졌다. Josec Schadde가 설계 한 후이다.
  - 플라메르팅어 있음 1 차 세계 대전에서 영국의 군사 묘지의 숫자이다 :
    - Brandhoek Military Cemetery
    - Red Farm Military Cemetery
    - Vlamertinghe Military Cemetery
    - Vlamertinghe New Military Cemetery
    - Railway Chateau Cemetery
    - Divisional Cemetery
    - Brandhoek New Military Cemetery

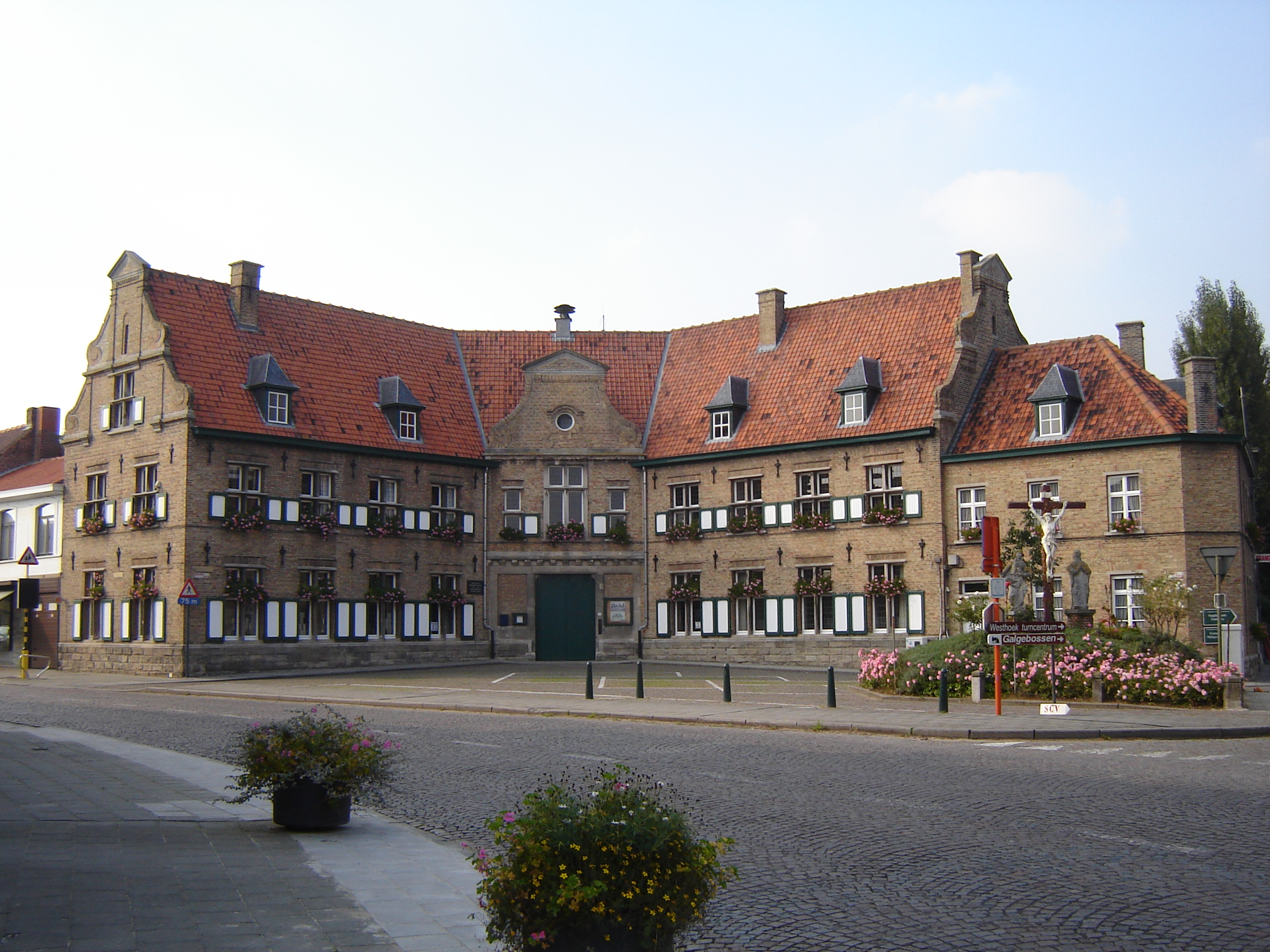

    - Brandhoek New Military Cemetery No.3
    - Hop Store Cemetery